# Rue Clark
La rue Clark est une voie de Montréal.

## Situation et accès
D'orientation nord/sud, la première à l'ouest du boulevard Saint-Laurent.
Elle comporte plusieurs sections y compris l'ancien quartier juif de Montréal, et est majoritairement à sens unique vers le sud.
À l'intersection de la rue De La Gauchetière, dans le quartier chinois, se trouve la place Sun Yat-Sen.
Elle passe à l'est du Parterre du Quartier des spectacles.

## Origine du nom
Elle tire son nom de Stanley Clark Bagg, un homme d’affaires qui devint le plus grand propriétaire terrien de la ville de Montréal après les Sulpiciens vers le milieu du XIXe siècle.

## Historique
Elle fut ainsi désignée vers 1875. Les diverses sections s'appelaient anciennement : rue Saint-Charles, rue Saint-Charles-Borromée, rue Elgin, rue Émilie, rue Mitcheson, rue Arcade.

## Bâtiments remarquables et lieux de mémoire

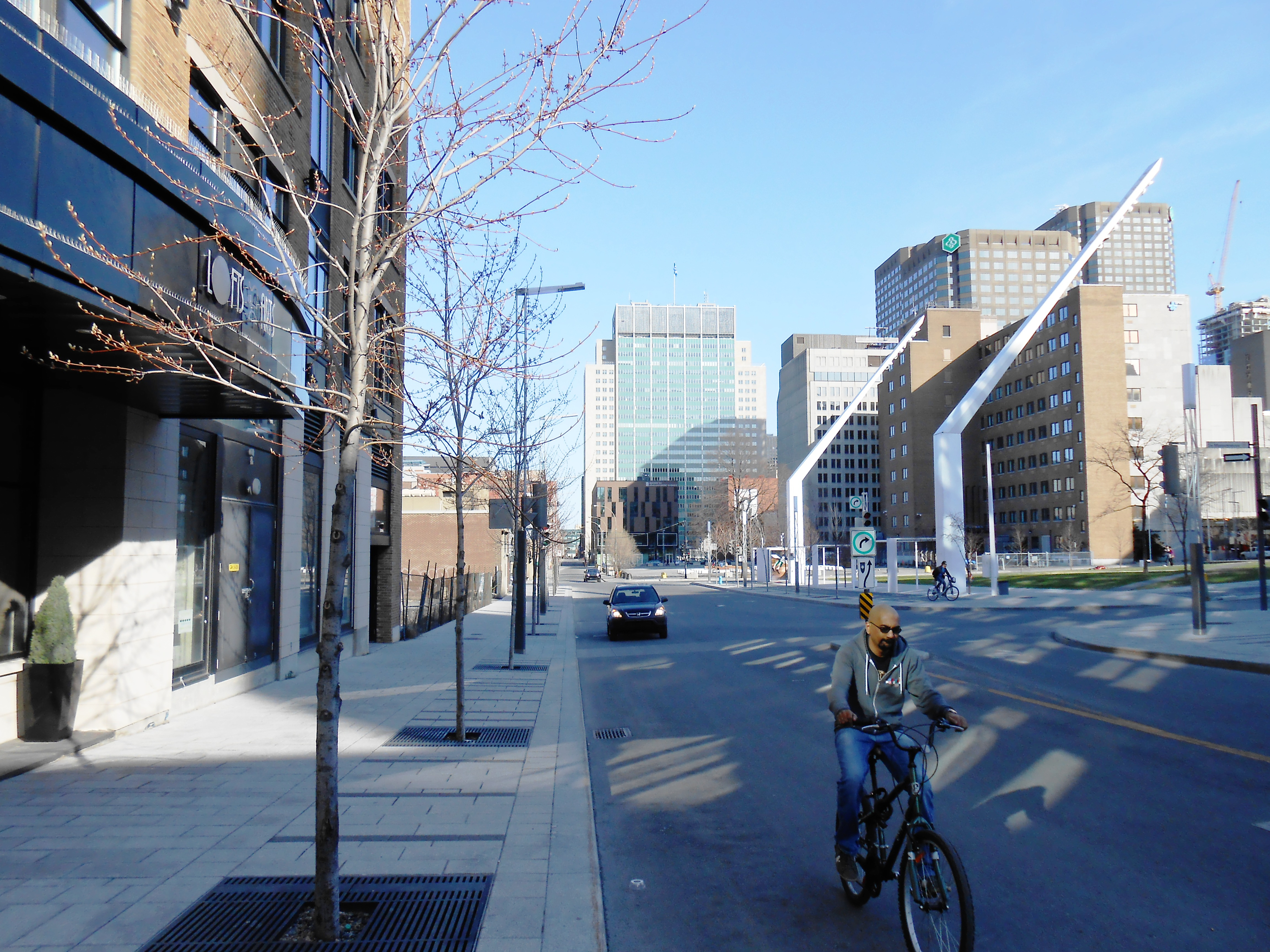
Le Parterre
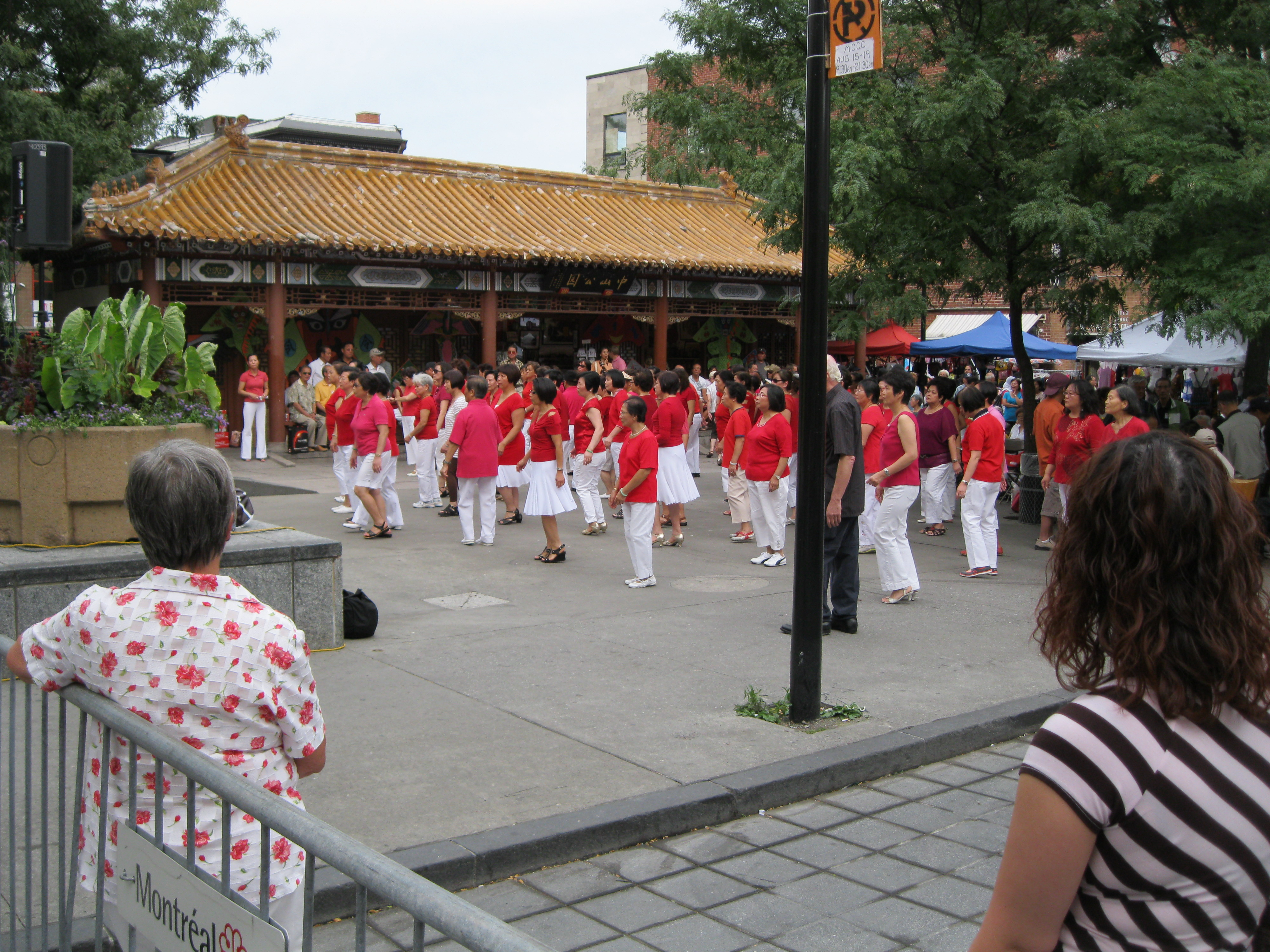
Place Sun Yat-Sen
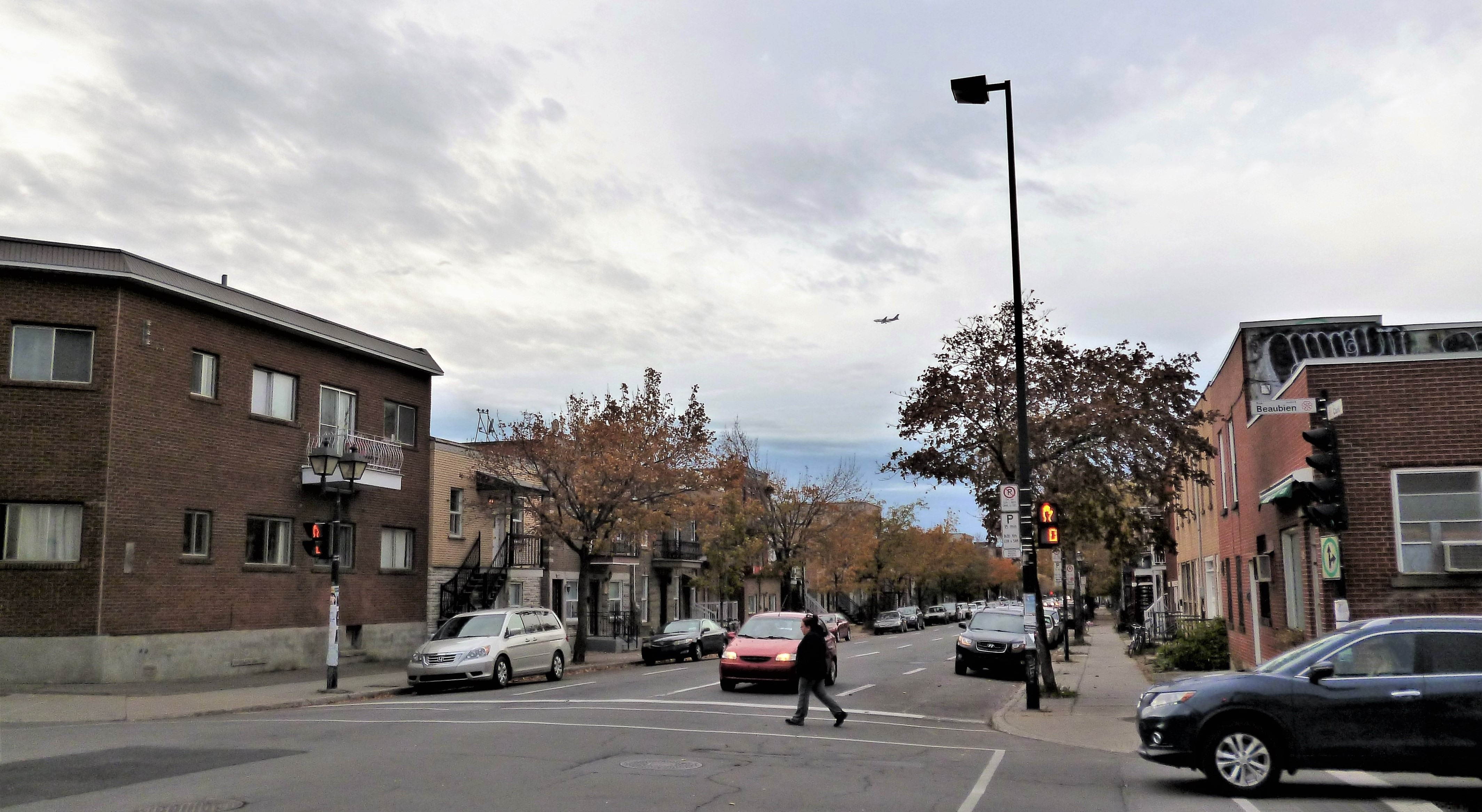
À l'intersection de la rue Beaubien.